# Hans Lauda
Hans Lauda (Viena; 25 de marzo de 1896-Ib; 21 de enero de 1974) fue un industrial austriaco que cofundó la Federación de Industrias de Austria y se desempeñó como presidente de 1946 a 1960. Fue el abuelo paterno del tres veces campeón de Fórmula 1 Niki Lauda.

## Primeros años
Hans Lauda nació el 25 de marzo de 1896 en Viena. Su padre, Ernst Lauda, trabajaba en ingeniería hidráulica y construcción de puentes. Lauda estudió en el Theresianum, y en la Universidad de Viena, donde obtuvo un doctorado en derecho. Era conocido como «Viejo Lauda» («Old Lauda»). Estaba interesado en la Fórmula 1 y conducía hasta Nürburgring y Mónaco para ver las carreras de la categoría.

## Carrera
Durante la Primera Guerra Mundial, Lauda sirvió en la artillería austriaca. Después de la guerra, trabajó para Veitscher como secretario comercial, entre 1923 y 1925. Luego trabajó para Österreichisch-Amerikanischen Magnesit AG. En 1937, se convirtió en director general de Veitscher. Tras el Anschluss, Lauda fue destituido de su puesto en la empresa. Después de la Segunda Guerra Mundial, fue reincorporado como gerente general de Veitscher, y construyó allí un imperio de fabricación de papel.
En 1946, Lauda cofundó la Federación de Industrias de Austria (IV) y fue presidente de la organización hasta 1960. En 1949, fue citado en un informe de The New York Times sobre el progreso del Plan Marshall. Informó que Austria emplearía a 20.000 exfuncionarios del gobierno. Se desempeñó como presidente de la Asociación de Industriales, y en 1951 propuso un proyecto de ley exitoso para congelar los salarios, para tratar de contrarrestar la inflación en el país. En este cargo, Lauda se mostró escéptico con respecto a la Asociación Europea de Libre Comercio, de la cual Austria fue uno de los siete miembros fundadores. Lauda vio la organización como una medida provisional. También fue presidente de la Cruz Roja de Austria, de 1956 a 1974.

## Su relación con Niki Lauda
Hans Lauda era el abuelo paterno del campeón mundial de Fórmula 1 Niki Lauda. A los 10 años, Niki acusó a Hans de «doble rasero» después de que aceptara una medalla de honor del alcalde socialista de Viena Felix Slavik, alguien que a Hans no le gustaba. Hans criticó las ambiciones de Niki en la F1 y dijo que «debería estar en las páginas económicas del periódico, no en las páginas deportivas».
En 1971, Hans y Niki Lauda tuvieron una discusión, después de que Hans vetara la financiación de Niki para pagar un viaje en la temporada 1972 de Fórmula 1 con March Engineering. Después del hecho, nunca volvieron a hablarse. Hans Lauda murió en 1974, aproximadamente tres meses antes de la primera victoria de Niki en la Fórmula 1 en el Gran Premio de España de 1974.
En la película biográfica deportiva Rush de 2013, Hans Lauda fue interpretado por el actor alemán Hans-Eckart Eckhardt en un papel secundario como «Abuelo Lauda», rechazando las ambiciones de Fórmula 1 de Niki en el diálogo. No se menciona su primer nombre.